# ملخ بال‌کمانی
ملخ بال‌کمانی (نام علمی: Chorthippus biguttulus)، یکی از رایج‌ترین گونه‌های ملخ است که در علفزارهای خشک شمال و مرکز اروپا یافت می‌شود. این گونه بخشی از گروهی از گونه‌ها (گروه biguttulus) است که شناسایی آنها از نظر ریخت‌شناسی بسیار دشوار است. Chorthippus biguttulus در گذشته (با C. brunneus و C. mollis) به عنوان یک گونه Stauroderus variabilis طبقه‌بندی شده بود. این سه گونه با استفاده از ویژگی‌های آوازی متمایز شدند.